# Givi Chokheli
Givi Chokheli (in georgiano გივი ჩოხელი?, in russo Гиви Дмитриевич Чохели?, Givi Dmitrievič Čocheli; Telavi, 27 giugno 1937 – Tbilisi, 25 febbraio 1994) è stato un calciatore e allenatore di calcio sovietico, dal 1991 georgiano. Campione europeo con la Nazionale sovietica nel 1960.

## Carriera

### Club
Giocò per la maggior parte della sua carriera nella Dinamo Tbilisi, vincendo un campionato sovietico nel 1964.

### Nazionale
Giocò 19 partite nella Nazionale sovietica e fu parte della squadra che vinse la medaglia d'oro al Campionato europeo di calcio 1960. Partecipò anche al campionato del mondo 1962 in Cile, torneo nel quale l'URSS venne eliminata ai quarti di finale.
In quei primi anni sessanta, la linea difensiva sovietica era composta dal famoso trio Chokheli, Anatolij Maslënkin, Anatolij Krutikov.

### Allenatore
Dopo la conclusione della carriera da giocatore, ricoprì diverse posizioni di allenatore nella Dinamo Tbilisi, guidando in prima persona la prima squadra nel 1969-1970 e nel 1974. Nel 1959 fu nominato Master of Sport of the USSR.

## Palmarès

### Club
- Campionato sovietico: 1

Dinamo Tbilisi: 1964

### Nazionale
- Campionato d'Europa: 1

URSS: 1960